# 菊川文化会館アエル
菊川文化会館アエル（きくがわぶんかかいかんアエル）は、静岡県菊川市本所にある文化施設である。もとは小笠郡菊川町の施設であったが、平成の大合併により菊川市の施設となった。

## 概要
アエルの名は Action, Education, Learning などの頭文字、および「みんなに会える、明日に会える、文化に会える」から名付けられた。
アエルと同じく、まちづくり交付金により同時期に建てられた、又は当時建設計画中であった小笠郡大東町（現・掛川市）の掛川市文化会館シオーネ、周智郡森町の森町文化会館ミキホールとそれぞれ直線距離で10km程度しか離れておらず競合する恐れがあったため、アエルは演劇を主体に設計されており競合しないように配慮されている。 
他の県内ホールと同じく市内の団体や企業による利用のほか、文化会館アエルが自ら主催して行う自主公演が月に1-2回の割合で行われており、有名人を招くことも多い。自主事業としては「アエルふれあいお月見コンサート」、「高校生吹奏楽フェスティバル」、「コンサートピアノを弾いてみよう!」などが開かれており、その中でも「コンサートピアノを弾いてみよう!」などは毎月開催されている人気企画である。
また1月に静岡県大衆歌謡連盟歌謡大会、9月に静岡県歌謡グランプリ大会が10年以上前から当会館で行われており、施設規模の割に浜松方面からの利用が多い施設であるといえる。
- 大ホール - 3層構造、最大1,201席の客席をもつ演劇用ホール。直径14mの回り舞台と本花道を備えている。客席を減ずることで舞台を拡張することも可能。内装は地元の産業である茶をモチーフとした深緑色で統一されている。
- 小ホール- 椅子・机レイアウト自由な講演会、コンサートホール
- 和室
- 茶室
- 会議室
- リハーサル室
- 展示室

## 著名来訪人
- 天皇・皇后
- 5代目三遊亭圓楽
- 三遊亭楽太郎
- KIRORO
- 五輪真弓
- 野村万作・萬斎
- 高嶋ちさ子
- 横山幸雄
- 天満敦子
- いっこく堂

## 交通アクセス
- 東海道本線菊川駅より
  - しずてつジャストライン 浜岡営業所行き乗車 東名菊川バス停下車（市立総合病院経由のみ アエル入口バス停下車）
  - 菊川市自主運行バス 菊川市立総合病院福祉循環線乗車 小出バス停下車
  - 菊川市自主運行バス 菊川まちなか線 六郷小学校前バス停下車 徒歩約5分
- 東名高速道路菊川インターチェンジより車で約1分
- 東名高速道路菊川バスストップより徒歩約10分
- 国道1号掛川バイパス（日坂バイパス）八坂インターチェンジより、静岡県道250号菊川停車場伊達方線伊達方峠、菊川市街方面経由で約30分。
- 駐車場:480台（無料）

講演内容によって駐車場が閉鎖される場合や、臨時駐車場が開設される場合がある。

## その他
- 開館時間:9:00–21:30
- 休館日:月曜日 月曜祝日の場合は、翌日休館